# Hyles biguttata
Hyles biguttata är en fjärilsart som beskrevs av Walker 1856. Hyles biguttata ingår i släktet Hyles och familjen svärmare. Inga underarter finns listade i Catalogue of Life.